# Cù lao Giêng
Cù lao Giêng là một cù lao nằm ở giữa sông Tiền thuộc huyện Chợ Mới, tỉnh An Giang, Việt Nam.

## Tên gọi, lịch sử
Cù lao dài khoảng 12 km, rộng 7 km; và còn có nhiều tên gọi khác nhau như: Cù lao Đầu Nước, Dinh Châu (theo Gia Định thành thông chí), hay: Diên, Riêng, Den, Ven....Người Khmer gọi Koh Teng. Tên gọi "Cù lao Giêng" (và các biến âm của nó), được giải thích theo nhiều cách, nhưng cách giải thích được nhiều nhà nghiên cứu VN hiện nay diễn giãi, đó là chữ "Giêng" do chữ "Doanh" (hay "Dinh", là nơi đóng quân) đọc trại mà ra. Tuy nhiên theo Tài liệu lưu trữ  Dòng chúa Quan Phòng Cu Lao giêng (Providence Cu Lao Gieng) Lưu trữ ngày 8 tháng 10 năm 2020 tại Wayback Machine, tên này có thể đặt theo tên nữ tu sĩ đầu tiên tại dây tên Sœur Phanxica VO THI GIENG (1860-1947) sinh quán CU LAO TÂY. Lưu trữ ngày 8 tháng 10 năm 2020 tại Wayback Machine
Vào khoảng năm 1700, Thống suất Nguyễn Hữu Cảnh (1650-1700) được chúa Nguyễn Phúc Chu phái vào miền Nam kinh lược và bình định đất này, thì cù lao Giêng được những di dân từ miền Trung theo chân ông Cảnh vào đây lập nghiệp. Thuở ấy, nơi đây hãy còn rất hoang sơ, nhiều rừng rậm và thú dữ 
Năm 1757, chúa Nguyễn Phúc Khoát cho thành lập Tân Châu đạo, bao gồm phần đất của các huyện Chợ Mới, Phú Tân và thị xã Tân Châu của tỉnh An Giang, huyện Hồng Ngự, Tân Hồng và thị xã Hồng Ngự của tỉnh Đồng Tháp ngày nay. Khi ấy, Cù lao Giêng thuộc về Tân Châu đạo, và tướng Trương Phước Du đã cho đặt thủ sở chính tại cù lao này để coi quản đạo, đồng thời để tiếp ứng với đạo Châu Đốc và đạo Đông Khẩu (Sa Đéc). Mãi đến thời vua Gia Long, thủ sở mới dời lên vùng Tân Châu ngày nay.
Sách Gia Định thành thông chí (hoàn thành khoảng năm 1820) đã mô tả đất Dinh Châu thời ấy như sau:
Tục gọi là cù lao Giêng, ở thượng lưu Tiền Giang, cách trấn về phía tây 117 dặm. Trước kia là đất thuộc đạo Tân Châu, ở đây có dân cư của 4 thôn: Toàn Đức, Mỹ Hưng, Toàn Đức Đông và Phú Hưng. Phía tây nam có cù lao nhỏ dân cư của 3 thôn: Tân Phước, Phú An và Tân Tịch ở đấy. Phía đông nam có cù lao nhỏ dân cư của thôn Tân Thới ở đó. 
Ba cù lao này đứng sóng vai nhau, bốn phía đều sóng nước, nghiễm nhiên trở thành dáng dấp ba đảo tiên Bồng Lai, Phương Trượng, Doanh Châu vậy. Từ đấy lên phía bắc có rừng tre xanh um, thân tre cao lớn khác thường, cành rễ quấn nhau rậm rịt khắp phía. Bên trong lắm hồ ao, cá đồng chen chúc, dân bắt cá kéo đến từng nhóm 5, 10 người, họ sục bùn, vạch cỏ tìm bắt cá đem ướp mắm hoặc phơi khô, rồi chặt tre kết bè chở bán khắp các ngả, cùng nhau cậy nhờ mối lợi của thiên nhiên.
Vào đầu thế kỷ 18, khi nhà Nguyễn ra lệnh cấm Thiên chúa giáo gắt gao, một số người theo đạo ấy (có cả các Cha cố người Pháp) đã đến Cù lao Giêng trốn tránh, và rồi lập ra các cơ sở tôn giáo ở đây.
Từ năm Minh Mạng thứ 20, vùng đất cù lao Giêng bao gồm 6 thôn: Tấn Đức, Mỹ Hưng, Mỹ Chánh, Bình Đức Đông, Phú Xuân và Tân Phước vốn cùng thuộc tổng An Bình, huyện Đông Xuyên, phủ Tuy Biên, tỉnh An Giang.
Sau khi chiếm hết được các tỉnh Nam Kỳ vào năm 1867, thực dân Pháp dần xóa bỏ tên gọi tỉnh An Giang cùng hệ thống hành chính phủ huyện cũ thời nhà Nguyễn, đồng thời đặt ra các hạt Thanh tra. Cù lao Giêng (tổng An Bình) lúc này thuộc hạt Thanh tra Long Xuyên. Ngày 5 tháng 1 năm 1876, hạt Thanh tra Long Xuyên đổi thành hạt tham biện Long Xuyên, các thôn đổi thành làng.
Ngày 1 tháng 1 năm 1900, tất cả các đơn vị hành chính cấp tỉnh ở Đông Dương điều thống nhất gọi là "tỉnh", trong đó có tỉnh Long Xuyên. Cù lao Giêng thuộc tổng An Bình, tỉnh Long Xuyên. Năm 1917, cù lao Giêng thuộc tổng An Bình, quận Chợ Mới, tỉnh Long Xuyên. Ngày 1 tháng 1 năm 1920, tách ấp Tấn An của làng Tấn Đức hợp với ba làng Bình Đức Đông, Phú Xuân, Tân Phước thành lập làng Bình Phước Xuân. Ngày 7 tháng 11 năm 1939, ba làng Tấn Đức, Mỹ Hưng, Mỹ Chánh bị giải thể để thành lập hai làng mới là Tấn Mỹ và Mỹ Hiệp.
Từ đó, cù lao Giêng chỉ còn ba làng là Tấn Mỹ, Mỹ Hiệp và Bình Phước Xuân cùng thuộc tổng An Bình, quận Chợ Mới, tỉnh Long Xuyên.
Sau năm 1956, các làng gọi là xã. Ngày 22 tháng 10 năm 1956, tỉnh Long Xuyên hợp nhất với tỉnh tỉnh Châu Đốc thành một tỉnh mới là tỉnh An Giang cho đến nay. Từ năm 1957, cù lao Giêng thuộc tổng An Bình, quận Chợ Mới, tỉnh An Giang; đồng thời vẫn gồm 3 xã cũ trực thuộc. Sau năm 1965, cấp tổng bị giải thể, các xã trực thuộc quận. Sau ngày 30 tháng 4 năm 1975, quận Chợ Mới đổi thành huyện Chợ Mới thuộc tỉnh Sa Đéc, đến tháng 2 năm 1976 huyện Chợ Mới lại trở về thuộc tỉnh An Giang như cũ cho đến ngày nay.
Hiện nay, cù lao Giêng gồm có 3 xã là Tấn Mỹ, Mỹ Hiệp và Bình Phước Xuân cùng thuộc huyện Chợ Mới, tỉnh An Giang.

## Di tích
Trên địa bàn cù lao Giêng có rất nhiều di tích lịch sử, tôn giáo,... đáng chú ý có:
- Phủ thờ Nguyễn Tộc và khu mộ Ba Quan Thượng Đẳng. Phủ thờ được dựng vào đầu thế kỷ 19, ban đầu chỉ là một mái nhà bằng cây lá. Năm 1909, nhà thờ được xây dựng lại theo kiến trúc cổ. Về phủ thờ và khu mộ xem thêm mục: Thư Ngọc Hầu.
- Nhà thờ Cù lao Giêng được xây dựng khoảng năm 1879, và mãi đến khoảng 10 năm sau mới hoàn thành. Theo sách Kỷ lục An Giang 2009, thì đây là "ngôi nhà thờ xưa nhất của tỉnh [7].
- Tu viện dòng nữ tu Providence (Chúa Quan Phòng), lập vào năm 1874. Thời thuộc Pháp, tại đây còn là nơi thu nhận trẻ em mồ côi và những người già bệnh tật. Chính vì vậy, dòng nữ tu Chúa Quan Phòng đã được nhiều giáo dân ở miền Tây Nam Bộ và kể cả Campuchia biết đến.
- Thành Hoa Tự còn gọi là chùa Đạo Nằm, do Hòa thượng Tịnh Nghiêm (? - 1954) cho xây dựng vào năm 1953. Sư là người ở làng Hoà An (Đồng Tháp); sau làm tu sĩ Phật giáo, nhưng có cách tu luyện khá lạ, đó là "nằm".
- Đình Tấn Mỹ tọa lạc ở ấp Tấn Thạnh, xã Tấn Mỹ. Đây là một di tích lịch sử-Văn hóa cấp tỉnh.

Ngoài ra nơi đây còn có nhà thờ cổ của dòng tu Phan-xi-cô, đền tưởng niệm Thánh Phêrô Đoàn Công Quí và Thánh Emmanuel Lê Văn Phụng, phần mộ của nhà cách mạng Ung Văn Khiêm...

## Thông tin thêm

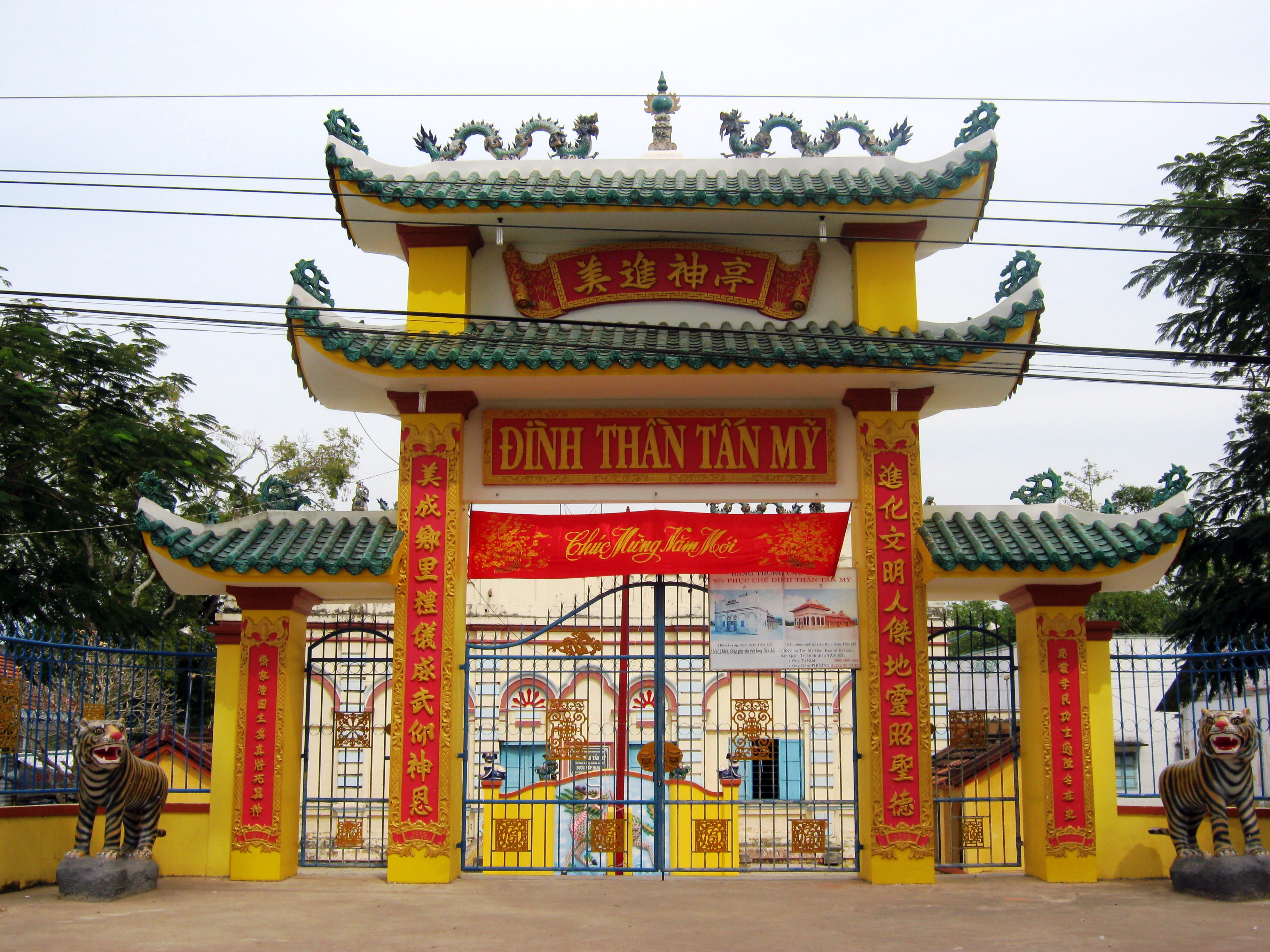
Đình thần xã Tấn Mỹ

- Trần Bá Lộc (1839-1899), một cộng sự đắc lực của thực dân Pháp, đã sinh tại Cù lao Giêng trong một gia đình Công giáo. Cha ông là tú tài Trần Bá Phước, trước ở Quảng Bình, sau vì bất hòa với gia tộc, ông vào Nam mở trường dạy học tại Cù lao Giêng năm 1829. Mẹ ông là bà Nguyễn Thị Ở, con gái của Phó quản cơ Nguyễn Văn Thắng..[8]
- Thánh Emmanuel Lê Văn Phụng sinh năm 1796 tại họ Đầu Nước trên Cù lao Giêng. Lớn lên, ông được đề bạt làm "câu" (trùm) họ Đầu Nước. Trong thời kỳ triều Nguyễn cấm đạo Thiên chúa gắt gao, ông bị mật báo, rồi bị bắt cùng với Linh mục Phêrô Đoàn Công Quí và 32 người trong họ Đạo đang trốn trong nhà ông. Ngày 31 tháng 7 năm 1859 tại Châu Đốc, Phêrô Đoàn Công Quí bị xử trảm (bị chém chết, cũng đã được phong thánh ngày 19 tháng 6 năm 1988), còn ông bị xử giảo (bị thắt cổ chết). Ngày 2 tháng 5 năm 1909, ông Emmanuel Phụng được Giáo hoàng Piô X phong Chân phước. Ngày 19 tháng 6 năm 1988, Giáo hoàng Gioan Phaolô II phong cho ông là một trong số 117 vị Thánh tử đạo Việt Nam.

## Ảnh

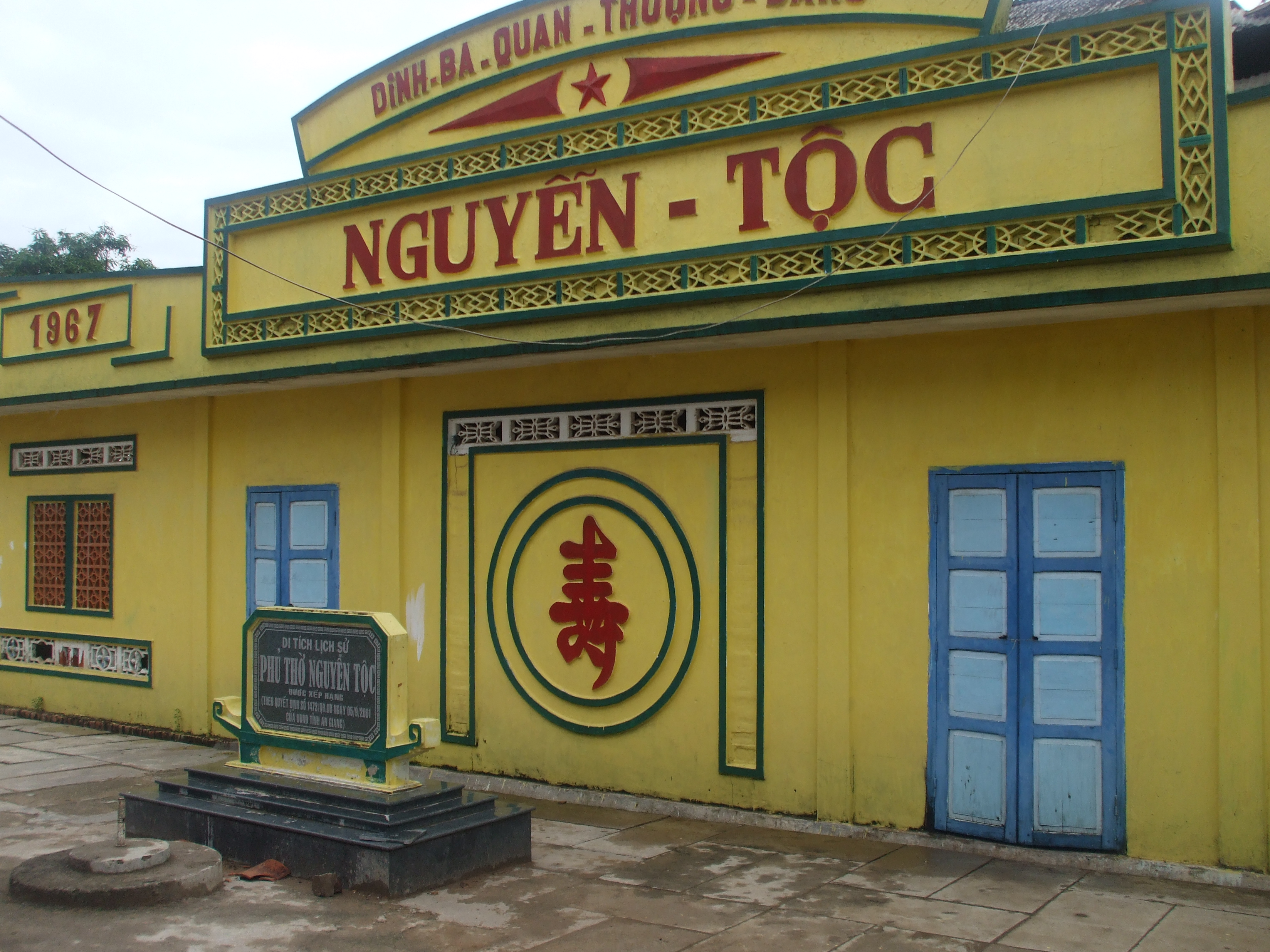
Phủ thờ Nguyễn tộc.
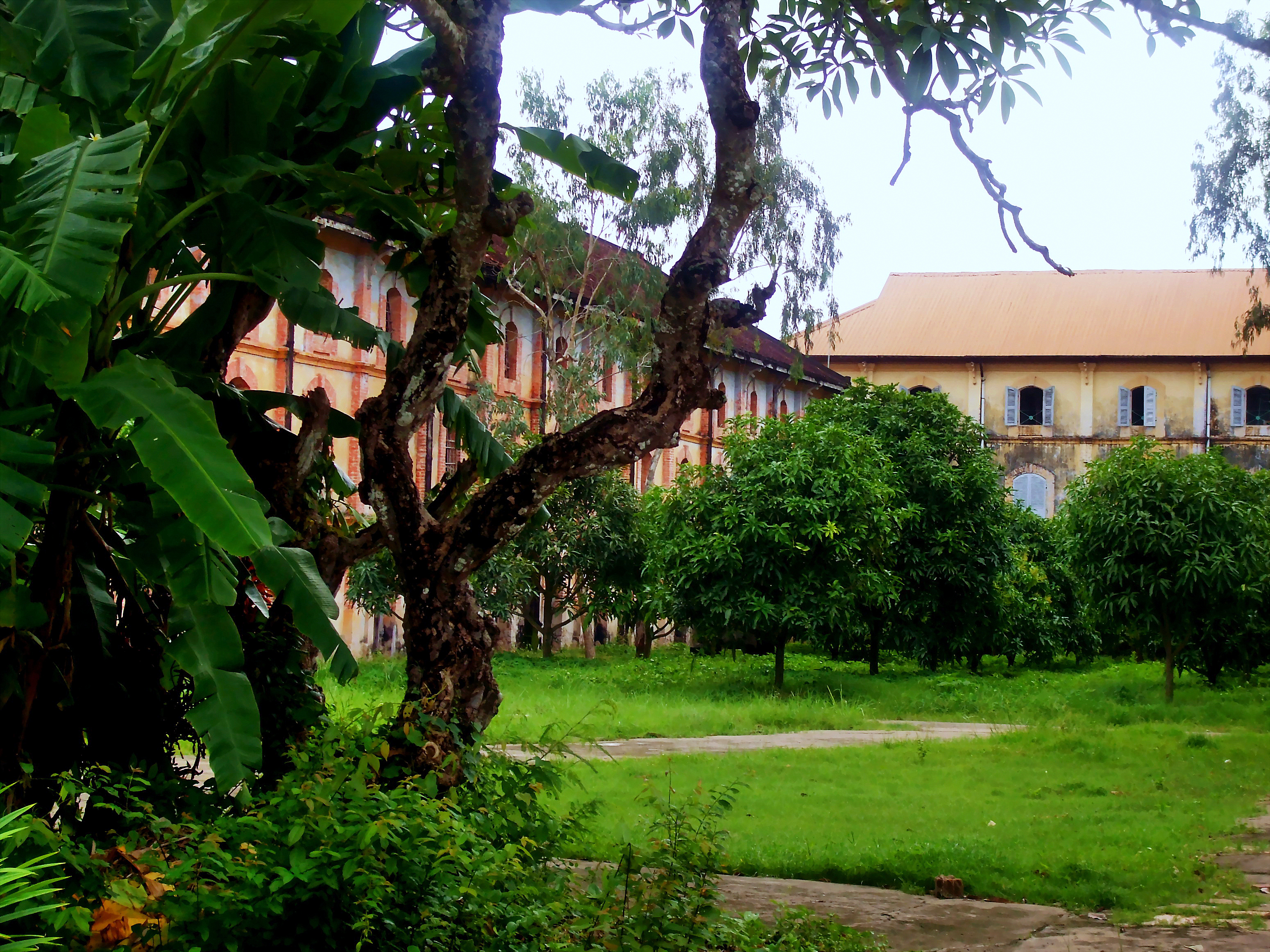
Tu viện dòng Chúa Quan Phòng.
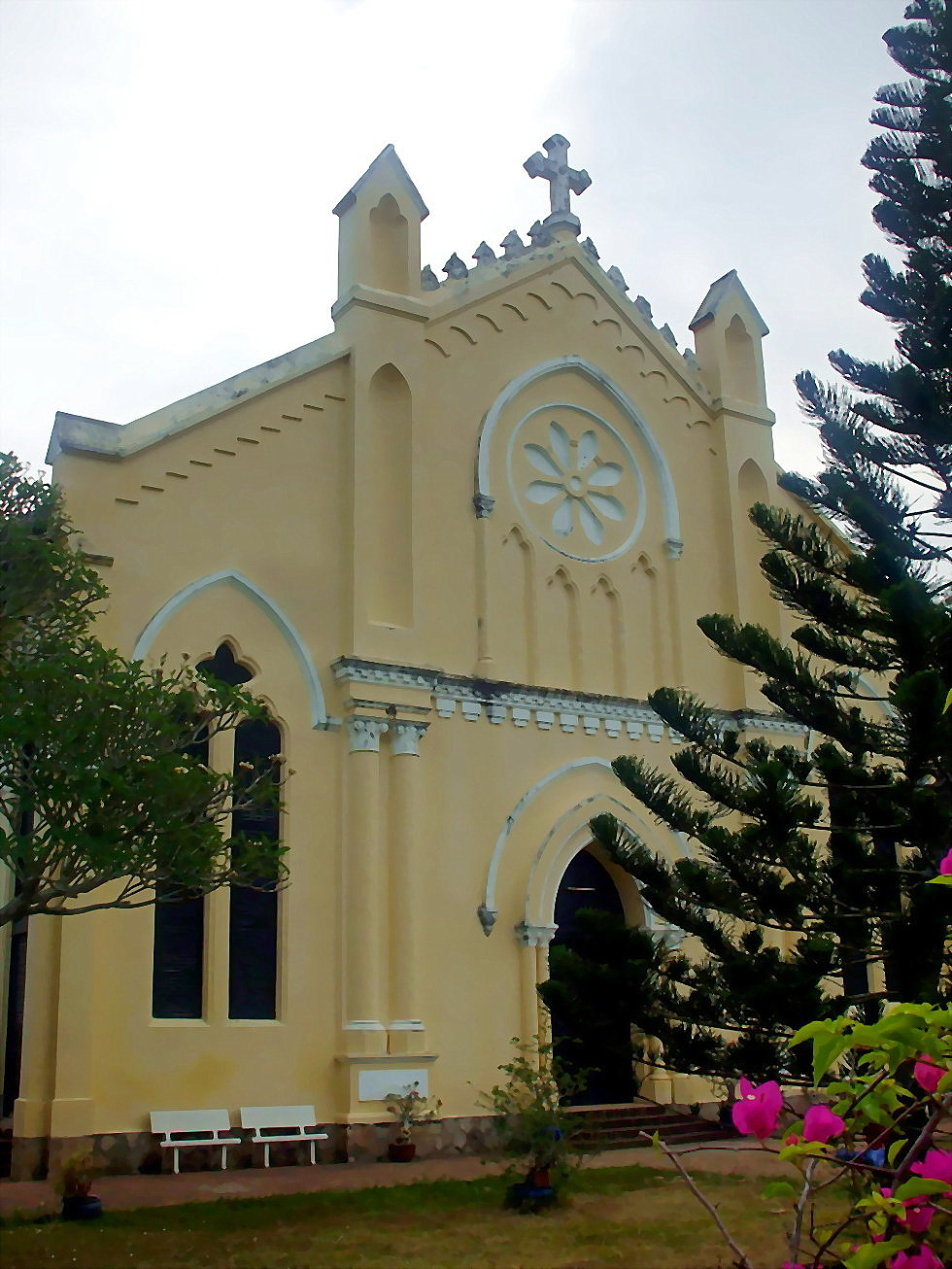
Nhà thờ cổ của dòng tu Phan-xi-cô.
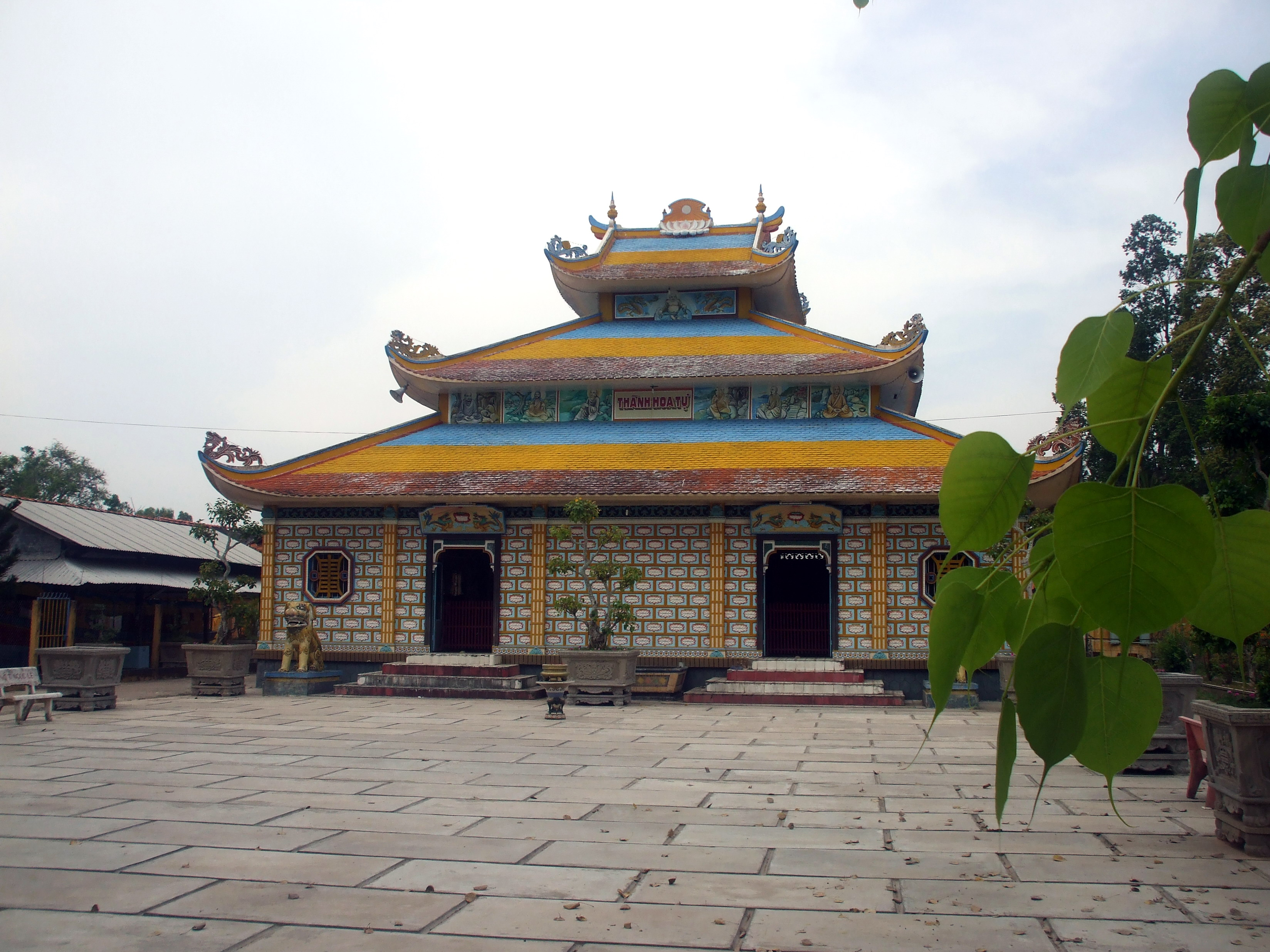
Thành Hoa Tự